# Tupirama
Tupirama es un municipio brasileño del estado del Tocantins. 

## Toponimia
Tupirama, según Silveira Bueno, es vocablo tupí que significa "la patria de los tupis". De tupi: individuo de los tupis; y rama (por retama): tierra, patria.

## Geografía
Se localiza a una latitud 8º58'22" sur y a una longitud 48º11'16" oeste, estando a una altitud de 202 metros. Su población estimada en 2004 era de 1.259 habitantes.